# Distretto di Gautam Buddha Nagar
Gautam Buddha Nagar è un distretto dell'India di 1 191 263 abitanti. Capoluogo del distretto è Noida.